# Стрелочник (фильм)
«Стрелочник» (нидерл. De wisselwachter) — кинофильм режиссёра Йоса Стеллинга, вышедший на экраны в 1986 году. Фильм основан на одноимённой новелле Жана-Поля Франссенса.

## Сюжет
Стрелочник живёт на разъезде железной дороги, выходящей из города на юг. Он почти никого не видит, за исключением почтальона, машиниста и его помощника. В начале зимы гармония разрушается, когда в силу обстоятельств из поезда выходит женщина. Она остаётся на разъезде год. Они со стрелочником не имеют общего языка, но между мужчиной и женщиной возникают особые отношения.

## В ролях
- Джим ван дер Воуде — стрелочник
- Стефани Эскофье — женщина
- Джон Краайкамп — машинист
- Тон Ван Дорт — помощник машиниста
- Йоссе Де Пау — почтальон

## Съёмочная группа
- Режиссёр: Йос Стеллинг
- Оператор: Тео Ван де Санде, Гурт Гилтай
- Сценаристы: Георг Бругманс, Ханс Де Вольф, Йос Стеллинг
- Монтажёр: Римко Хаанстра
- Композитор: Мишель Мулдерс
- Художник: Герт Бринкерс

## Награды и номинации
- 1986 — специальное упоминание на Венецианском кинофестивале
- 1986 — приз лучшему актеру (Джон Краайкамп) и специальный приз жюри (Йос Стеллинг) на Нидерландском кинофестивале
- 1986 — приз зрителей на кинофестивале в Сан-Паулу
- 1987 — приз «Серебряный ворон» Брюссельского фестиваля фантастических фильмов
- 1988 — приз зрителей (Йос Стеллинг) и приз лучшему актеру (Джим ван дер Воуде) на кинофестивале Fantasporto

## Интересные факты
- Фильм был снят в основном на станции Коррор (Corrour railway station) в Шотландии.
- В фильме очень мало слов, а те, которые говорятся, не имеют сами по себе большого смыслового значения и остаются без перевода.
- На основе одного из кадров фильма была снята заставка конца эфира НТВ 2002-2003 гг. (чемоданы и патефон, стоящие на снегу)[8].